# Meundi, Haveri
Meundi là một làng thuộc tehsil Haveri, huyện Haveri, bang Karnataka, Ấn Độ.